# Yajirobei
(Yajirobei durante lo scontro con Vegeta.)
Yajirobei (ヤジロベー?, Yajirobē) (Jirobay nei doppiaggi Mediaset) è un personaggio della serie di manga e anime Dragon Ball, scritto e disegnato dal mangaka Akira Toriyama.
Il suo nome giapponese deriva da 弥次郎兵衛 yajirobe'e, particolare giocattolo di equilibrio.
Egli è un samurai che diventa amico di Karin (Balzar nel doppiaggio italiano dell'anime) e va a vivere nel suo santuario, sulla sommità dell'obelisco. Compare per la prima volta nella prima serie Dragon Ball

## Il personaggio
Yajirobei è un samurai dai capelli neri e lunghi e ha sempre appetito proprio come Goku. Mangia tutto ciò che trova sulla sua strada ed è molto geloso nei confronti delle prede che si procura cacciando: infatti, quando Goku gli mangia il pesce che lui aveva lasciato sul fuoco, si arrabbia ed inizia a combattere in maniera molto violenta con il piccolo Saiyan.
A detta dello stesso Goku, la voce di Yajirobei è molto simile a quella di Crilin. Tale affermazione è un esempio di inside joke, dato che nel doppiaggio originale giapponese i due personaggi condividono la stessa doppiatrice. Dalla saga di Cell sfoggia un paio di baffi.
Quando appare nella storia è uno dei personaggi più forti del pianeta, in quanto si dimostra alla pari di Goku quando quest'ultimo era già da tempo più forte di Muten. È l'unico personaggio ad usare un'arma, escluse le volte in cui Goku usa il bastone Nyo, infatti porta con sé una Katana molto affilata, con la quale è riuscito a tagliare pericolosi avversari.
Nonostante la sua forza Yajirobei è molto fifone ed ha paura di confrontarsi con avversari più forti, preferendo sempre la fuga allo scontro. L'unico scontro in cui mostrerà coraggio è quello contro Vegeta, scappando comunque subito dopo aver colpito il saiyan. Interviene nella serie poche volte e solitamente per portare i senzu prima di ogni scontro. Inoltre ha paura di perdere in pubblico; proprio per questo si maschera durante il 23º torneo tenkaichi, dal quale esce clamorosamente sconfitto alle eliminatorie.
È l'unico dei guerrieri protagonisti di Dragon Ball incapace di manipolare l'energia spirituale, e di conseguenza di volare, forse a causa della sua pigrizia.

## Storia

### Dragon Ball

#### Saga del Grande Mago Piccolo
Yajirobei compare per la prima volta durante Saga del Grande Mago Piccolo, quando si scontra con Goku, che gli ha mangiato un enorme pesce che lui aveva lasciato sul fuoco. I due si scontrano, ma alla fine vengono interrotti dall'arrivo di Cembalo, uno scagnozzo del Grande Mago Piccolo, che tenta di prendere la sfera del drago che Yajirobei porta appesa al collo. Sia Goku che Yajirobei vogliono combattere con lui, e decidono di giocare alla morra cinese per decidere chi sarà l'avversario del mostro. Vince Yajirobei e con un solo colpo della sua spada taglia in due Cembalo, per poi cucinarlo e mangiarselo. In seguito salva la vita a Goku, dopo che quest'ultimo viene gravemente sconfitto da Piccolo, e lo porta al santuario di Karin, dove poi si ferma a vivere.

#### Saga del 23º Torneo Tenkaichi
Nella Saga del 23º Torneo Tenkaichi partecipa, mascherato, al suddetto torneo, ma non riesce a superare le eliminatorie, perdendo l'ultimo combattimento contro Divo, un umano che in realtà è Dio. Riappare alla fine del torneo, quando dona a Goku i senzu per riprendersi.

### Dragon Ball Z

#### Saga dei Saiyan
Nella Saga dei Saiyan, su invito di Karin si reca sull'isola del Maestro Muten ad invitare Crilin, Yamcha, Tenshinhan e Jiaozi ad allenarsi da Dio per prepararsi all'arrivo dei Saiyan. In seguito giunge molto in ritardo rispetto ai suoi compagni e rimane nascosto per tutto lo scontro tra Goku e Vegeta. Quando quest'ultimo si trasforma in Oozaru e si trova sul punto di sconfiggere Goku, Gohan e Crilin, Yajirobei interviene inaspettatamente, tagliando la coda al Saiyan con la sua katana e facendolo tornare normale. Viene, in seguito, sconfitto da Vegeta dopo un nuovo inaspettato tentativo di sottometterlo, visto che il Saiyan si trovava molto malridotto. Fa così perdere tempo al nemico, che non riesce a tagliare la coda a Gohan, il quale si trasforma in Oozaru e mette Vegeta definitivamente fuori combattimento

#### Saga di Freezer
Nella Saga di Freezer, rivela di non voler essere preso in considerazione per il viaggio di Namecc. In seguito ricompare per dare i senzu a Goku, un mese dopo la battaglia con Vegeta. In questo modo il Saiyan si riprende per poi partire per Namecc.
Nell'anime, Yajirobei è tra i guerrieri che dovevano partire per Namecc insieme a Chichi per salvare Gohan con una capsula spaziale progettata dal padre di Bulma. Questa missione, a cui partecipa con poco entusiasmo, non si compie mai a causa di un guasto alla nave e perché, grazie alle sfere del drago, tutte le persone presenti su Namecc (tranne Goku e Freezer) vengono trasportate sulla Terra.

#### Saga degli androidi
Yajirobei ricompare nella Saga degli androidi il giorno in cui sarebbero dovuti arrivare i cyborg, per consegnare i Senzu di Karin a Goku e a i suoi amici. Riparte quindi subito, non essendo interessato a partecipare ai combattimenti, ma la sua macchina volante viene attaccata da C-20 e C-19, che poi si dirigono verso la città. Finisce nell'oceano e viene salvato da Gohan. In seguito ritorna al santuario, dove riappare qualche tempo dopo quando Gohan e Goku si recano da Karin per chiedere informazioni sulla potenza di Cell. In questa occasione rivela di non volersi unire al gruppo per il Cell game.

#### Saga di Majin Bu
Appare nella Saga di Majin Bu, quando Goku si ferma al Santuario di Karin per chiedere qualcosa sulla nuova minaccia. Qui si viene a sapere che Yajirobei è anche un ottimo cuoco e come dalla fine della saga precedente continua a sfoggiare un paio di baffi. Viene ucciso quando Majin Bu distrugge la Terra e, in seguito resuscitato per donare la propria energia alla Genkidama di Goku.

### Dragon Ball GT
In Drago Ball GT Yajirobey compare solamente in alcune foto, assieme a tutti i protagonisti della serie, presentandosi con dei baffetti.

## Abilità
Diversamente dalla maggior parte dei guerrieri della serie Dragonball, Yajirobei non sa utilizzare in nessun modo il ki, cosa che probabilmente è da ricondurre alla sua pigrizia, dunque non possiede alcun potere speciale, nonostante tutto può vantare una forza fisica straordinaria, in un'occasione infatti riuscì a lanciare contro Goku un enorme masso, anche la sua resistenza ha un che di sovrumano. Combatte avvalendosi principalmente della sua katana, infatti Yajirobei è un ottimo spadaccino, utilizza una particolare tecnica che consiste nel colpire l'avversario con un fendente della spada mentre la estrae dal fodero, questa tecnica ricorda molto lo stile di scherma giapponese dell'Iaido, è con questa tecnica che è riuscito a uccidere Cembalo e a tagliare la coda a Vegeta. Durante lo scontro con Cembalo, riesce a schivare gli attacchi energetici che il demone gli scaglia contro, dimostrando di avere una buona velocità dei movimenti e una buona prontezza di riflessi, nonostante la sua stazza sembra essere capace di compiere salti di grande elevazione. Dopo essersi allenato nel tempio del Dio della Terra, praticando un allenamento che consiste nell'indossare degli indumenti pesanti, Yajirobei migliora di molto le sue capacità combattive, arrivando a raggiungere un livello di combattimento di 970. In ben due occasioni è riuscito a cogliere di sorpresa, e a colpire, un guerriero abile come Vegeta, in effetti questo fa di lui l'unico guerriero terrestre che sia riuscito a colpire e a ferire il guerriero saiyan.

## Altre versioni

### Yajirobei del futuro alternativo
Nel futuro alternativo, Yajirobei è uno dei guerrieri che si scontra contro i cyborg ma viene sconfitto e ucciso da C-18.

## Livelli di combattimento

### Saga dei Sayan
- Battaglia contro Vegeta e Nappa: 970[22]

## Videogiochi
Nei videogiochi relativi alle serie di Dragon Ball, Yajirobei appare solo nelle storie. Ma in Dragon Ball Z: Budokai Tenkaichi 2, pubblicato nel 2006, fa la sua prima apparizione come combattente, ripresentandosi poi in Dragon Ball Z: Budokai Tenkaichi 3.